# Non è mai troppo tardi (film 2007)
(Tagline del film)
Non è mai troppo tardi (The Bucket List) è un film del 2007 diretto da Rob Reiner e con protagonisti Jack Nicholson e Morgan Freeman.

## Trama
Edward Barryman Cole è un ricco e burbero imprenditore proprietario di numerose strutture ospedaliere, che accusa un malore durante una riunione d'affari e viene ricoverato in una delle sue strutture. Lì viene sistemato nella stessa stanza di Carter Chambers, un meccanico con la passione per la cultura, ricoverato per dei continui problemi di salute causati da un cancro.
A Edward viene diagnosticato un sarcoma al cervello con poche probabilità di guarigione, perciò viene immediatamente operato e successivamente sottoposto a chemioterapia. Nel frattempo, dopo un'iniziale diffidenza da parte di Edward che avrebbe preferito una stanza singola (che gli avrebbe procurato un forte danno d'immagine come ricordatogli dal suo assistente Thomas, in quanto egli ha sempre affermato che nei suoi ospedali ogni stanza deve avere due pazienti senza alcuna eccezione) i due malati cominciano a conoscersi sempre meglio tanto da diventare buoni amici. Carter confida al nuovo amico di essere soddisfatto della vita che ha vissuto, di avere una famiglia unita e felice, tuttavia ha il rimpianto di aver lasciato molto presto gli studi universitari e di essere stato costretto ad accettare il primo lavoro che trovava per mantenersi.
Nonostante le cure a cui entrambi vengono sottoposti il dottor Hollins comunica, prima a Edward e successivamente a Carter, la medesima e infausta prognosi: sei mesi di vita, al massimo un anno. Sapendo di dover morire a breve, Carter decide di svolgere un esercizio che un suo vecchio professore di filosofia gli aveva assegnato ai tempi dell'università, ossia di scrivere una lista di cose da fare prima di morire. Edward si unisce a Carter aggiungendo attività ben più ambiziose dell'amico (come baciare la donna più bella del mondo o fare paracadutismo) e lo esorta a completare questa lista prima di morire insieme a lui. Carter è inizialmente dubbioso, questa lista aveva per lui un significato solamente simbolico e in più non vuole lasciare la famiglia e in particolare la moglie Virginia, preoccupata per la sua salute, ma alla fine accetta.
Lasciato l'ospedale i due amici cominciano a coronare i loro ultimi desideri: fanno paracadutismo, visitano bellezze in giro per il mondo, guidano una macchina da corsa in un circuito. Durante uno dei loro viaggi, Edward confida a Carter di avere una figlia con cui non ha rapporti da anni e che non vedrà mai più poiché lui è ad un passo dalla morte. Carter vorrebbe fargli inserire nella lista "rivedere un'ultima volta mia figlia" ma Edward rifiuta categoricamente. Nel frattempo Virginia chiama Edward e gli chiede di far tornare a casa suo marito Carter. Dopo non essere riusciti, a causa del maltempo, a scalare il monte Everest, grande sogno di Carter, i due tornano in America. Lì Carter fa una sorpresa a Edward portandolo a casa di sua figlia, per farli riappacificare, ma Edward non gradisce affatto, arrabbiandosi non poco con l'amico per essere andato contro la sua volontà, e dopo un litigio se ne va.
Carter torna dalla sua famiglia e dopo una serata tranquilla in loro compagnia, si sente male e viene nuovamente ricoverato. Edward, in remissione dal cancro, va a trovarlo in ospedale, dove i due si riappacificano. Carter viene operato per rimuovere le metastasi del suo cancro, ma muore in sala operatoria. Edward ricorda Carter al suo funerale, affermando come nonostante si siano conosciuti per soli 3 mesi, lui sia stato un amico e una persona straordinaria, che lo ha cambiato profondamente. Egli riesce a completare tutte le cose della lista (tra cui anche riappacificarsi con la figlia) prima della sua morte avvenuta anni dopo, all'età di ottantun anni. Nella scena finale il suo ex assistente Thomas arriva fino alla vetta della montagna che anni prima non avevano potuto scalare e vi mette l'urna con le ceneri sia di Edward che di Carter.

## Accoglienza

### Critica
Il film è stato accolto in maniera contrastante dalla critica ma la maggior parte dei critici ha espresso opinioni positive.
Il film è stato inserito nella lista dei dieci migliori film del 2007 dalla National Board of Review.

### Box office
Con un budget di 45 milioni di dollari, il film è stato un successo al botteghino, negli Stati Uniti e in Canada è stato distribuito l'11 gennaio 2008 e ha incassato 19.392.416 dollari solo nel primo week-end, per un totale di 93.466.502 dollari. Ad oggi il film ha incassato complessivamente 175.372.502 dollari.

## Home media
Il film è stato distribuito in DVD e Blu-ray il 10 giugno 2008.